# Praia Grande (São Paulo)
Praia Grande − miasto w Brazylii położone w stanie São Paulo, na północ od São Vicente.
Populacja miasta wynosi 233,806 mieszkańców (dane z 2007 roku).
W gospodarce dominuje turystyka oraz usługi z nią związane.